# Hormizd V.
Hormizd V. je bio Veliki kralj Perzije iz dinastije Sasanida (630. – 632.).
U godinama nakon smrti kralja Hozroja II. (628.) u sasanidskoj Perziji vladao je kaos: nijedan vladar nije se mogao dugo održati na prijestolju, a više njih je vladalo istovremeno. Hormizd je vjerojatno bio unuk Hozroja II. te o njemu ništa više nije poznato. Vjerojatno ga je svrgnuo Hozroje IV. koji je neko vrijeme vladao paralelno s njim.  
Neki grčki izvori miješaju ga s posljednjim vladarom sasanidske Perzije Jezdegerdom III.
| Prethodnik:         | Veliki kralj Perzije (630. - 632.) | Nasljednik:                    |
| Hozroje III. (630.) | Veliki kralj Perzije (630. - 632.) | Hozroje IV. (630. - 632./633.) |